# Chiasmocleis quilombola
Espèce
Chiasmocleis quilombola est une espèce d'amphibiens de la famille des Microhylidae.

## Répartition
Cette espèce est endémique de l'Espírito Santo au Brésil. Elle se rencontre entre le rio Doce et le rio Mucuri dans les municipalités de Conceição da Barra, de Pinheiros et de Linhares.

## Description
Les 7 spécimens mâles observés lors de la description originale mesurent entre 14,4 mm et 16,6 mm et le spécimen femelle observé lors de la description originale mesure 17,2 mm. Le corps est ovoïde avec une tête triangulaire et des petits yeux saillants. Les doigts ne sont pas palmés. La peau est lisse et dépourvu d'épines dermiques. La coloration est brun foncé avec des taches de couleur crème. La gorge est noir et le ventre est de couleur crème.

## Étymologie
Cette espèce est nommée en référence aux communautés quilombos, formées par des esclaves fugitifs.

## Publication originale
- Tonini, Forlani & de Sá, 2014 : A new species of Chiasmocleis (Microhylidae, Gastrophryninae) from the Atlantic Forest of Espírito Santo State, Brazil. ZooKeys, no 428, p. 109–132 (texte intégral).